# Distrikt Putina
Der Distrikt Putina liegt in der Provinz San Antonio de Putina in der Region Puno in Süd-Peru. Der Distrikt hat eine Fläche von 1036 km². Beim Zensus 2017 wurden 14.753 Einwohner gezählt. Im Jahr 1993 lag die Einwohnerzahl bei 12.913, im Jahr 2007 bei 20.792. Verwaltungssitz des Distriktes ist die 3878 m hoch gelegene Provinzhauptstadt Putina mit 10.746 Einwohnern (Stand 2017).

## Geographische Lage
Der Distrikt Putina liegt im Altiplano südlich der Cordillera Carabaya im zentralen Westen der Provinz San Antonio de Putina. Der Oberlauf des Río Ramis (auch Río Crucero oder Río Grande) fließt entlang der nördlichen Distriktgrenze nach Westen. Der südliche Teil des Distrikts wird über den Río Huancané nach Süden hin entwässert. 
Der Distrikt Putina grenzt im Süden an den Distrikt Pedro Vilca Apaza, im Westen an die Distrikte Azángaro, Muñani und Potoni (alle drei in der Provinz Azángaro), im Norden an den Distrikt Crucero (Provinz Carabaya), im Osten an die Distrikte Ananea und Quilcapuncu sowie im Südosten an den Distrikt Huatasani (Provinz Huancané).